# Hemipauropus amazonicus
Hemipauropus amazonicus är en mångfotingart som beskrevs av Ulf Scheller 1994. Hemipauropus amazonicus ingår i släktet Hemipauropus och familjen fåfotingar. Inga underarter finns listade i Catalogue of Life.